# وينسلو إليوت
وينسلو إليوت (بالإنجليزية: Winslow Eliot)‏ (19 أغسطس 1956، نيويورك في الولايات المتحدة)؛ روائية أمريكية.